# Jastarnia Wczasy
Jastarnia Wczasy – przystanek kolejowy w Jastarni, w województwie pomorskim, w Polsce.

## Ruch pasażerski
| Rok  | Wymiana pasażerska na dobę |
| ---- | -------------------------- |
| 2017 | 150-199                    |
| 2022 | 100-149                    |